# Шарашка
Шара́шка (также шара́жка, шара́га от «шарашкина контора») — разговорное название НИИ и КБ тюремного типа, подчинённых НКВД/МВД СССР, в которых работали осуждённые учёные, инженеры и техники. Официально использовались наименования особое техническое бюро ОГПУ (НКВД, МВД СССР), центральное конструкторское бюро, особые конструкторские технологические бюро, особые конструкторские бюро.
Через шарашки прошли многие выдающиеся советские учёные и конструкторы. Основным направлением ОТБ была разработка военной и специальной (используемой спецслужбами) техники. Множество новых моделей военной техники и вооружений в СССР было создано заключёнными шарашек.
Название изначально имело смысл «несолидное, не вызывающее доверия учреждение, предприятие, организация. Притяжательное прилагательное шарашкина объясняется диалектным шарань «шваль, голытьба, жульё». Шарашкина контора буквально — «учреждение, организация жуликов, обманщиков». Из оборота, в свою очередь, образовано слово шарага „подозрительное место или группа людей“».

## История
Я думал, что шарашки — это изобретение Сталина или Берии, а мне Михаил Иванович Гвардейцев объяснил, что ещё у Екатерины на Урале были шарашки, где сидели интеллектуалы, от которых требовали, чтобы они изобрели что-нибудь для армии.— Побиск Кузнецов
Исторические корни Особых и Специальных конструкторских бюро восходят к 1928—1930 годам, к эпохе первой кампании массового террора против технической интеллигенции, получившей название «борьба с вредительством». Первый, и самый знаменитый, политический процесс по «вредительству» был организован в 1928 году — Шахтинское дело.
Органы ОГПУ активно фабриковали дела о «вредительских» организациях во всех отраслях промышленности, предприятиях и т. д. — «Обвинительное заключение по делу о вредительской организации в военной промышленности» (1929), «Обвинительное заключение о контрреволюционной вредительской организации в НКПС и на железных дорогах СССР» (1929), «Дело о контрреволюционной вредительской и шпионской организации в золотопромышленности ДВК» (1930), «Дело о контрреволюционной вредительской организации в системе сельскохозяйственного кредита и машиноснабжения на Дальнем Востоке» (1931) и так далее.
25 февраля 1930 года вышло Постановление Политбюро ЦК ВКП(б) о недостатках в работе военной промышленности, в котором были указаны виновники неудач в хозяйственной деятельности — «вредители».
Начавшаяся в 1930 году широкая кампания по борьбе с «вредительством» под руководством Экономического управления ЭКУ ОГПУ привела к появлению в заключении массы высококвалифицированных специалистов, подавленных террором и смирившихся с фальсифицированными обвинениями.
Поэтому 15 мая 1930 года появился «Циркуляр Высшего Совета Народного Хозяйства и Объединённого государственного политического управления» об «использовании на производствах специалистов, осуждённых за вредительство», подписанного В. В. Куйбышевым и Г. Г. Ягодой. В частности, в этом документе говорилось:
Использование вредителей следует организовать таким образом, чтобы работа их проходила в помещениях органов ОГПУ.
Так появилась первая система научно-технических тюрем — «шарашек» для использования «вредителей» в интересах военного производства.
В 1930 году для этой цели в рамках Экономического управления ЭКУ ОГПУ было организовано Техническое отделение, руководившее работами специальных ОКБ, использовавших труд заключённых специалистов. Начальником ЭКУ ОГПУ с 1926 по 1931 г.  был Г.Е. Прокофьев – комиссар государственной безопасности 1-го ранга, затем  (1931—1936) — Л. Г. Миронов (Каган) — комиссар государственной безопасности 2-го ранга. В 1931—1936 годах в целях конспирации Техническому отделению последовательно присваивались номера, 5-го, 8-го, 11-го и 7-го отделений ЭКУ ОГПУ СССР (начальник Горянов-Горный А. Г. (Пенкнович) 1930 −1934 гг.).
Все ОКБ при ОГПУ СССР в 1934 были расформированы, осуждённые специалисты освобождены. К использованию труда осуждённых специалистов вернулись в 1938.
В сентябре 1938 года по приказу Ежова при реорганизации структуры наркомата был организован особый, не входивший в состав управлений и секторов Отдел особых конструкторских бюро НКВД СССР (приказ НКВД No 00641 от 29 сентября 1938).
21 октября 1938 г. в соответствии с приказом НКВД No 00698 данное подразделение получило наименование — «4-й спецотдел».
10 января 1939 г. приказом НКВД No 0021 преобразован в Особое техническое бюро (ОТБ) при наркоме внутренних дел СССР для использования заключённых, имеющих специальные технические знания.
4-й спецотдел НКВД-МВД СССР организован в июле 1941 г. на базе Особого технического бюро (ОТБ) НКВД СССР и 4-го отдела бывшего НКГБ СССР. Начальник отдела — В. А. Кравченко.
Основные задачи Отдела (из «Краткого отчёта о работах 4-го спецотдела НКВД СССР с 1939 по 1944 г»..)

Основными задачами 4-го Спецотдела являются: использование заключённых специалистов для выполнения научно-исследовательских и проектных работ по созданию новых типов военных самолётов, авиамоторов и двигателей военно-морских судов, образцов артиллерийского вооружения и боеприпасов, средств химического нападения и защиты… обеспечения средствами радиосвязи и оперативной техники…

С 1945 г. спецотдел использовал также немецких военнопленных-специалистов.
Наибольшее развитие институт шарашек получил после 1949 года, когда 4-му спецотделу МВД была поручена организация «Особых технических, конструкторских и проектных бюро для проведения научно-исследовательских, опытных, экспериментальных и конструкторских работ по тематике Главных управлений МВД СССР» (приказ МВД СССР No 001020 от 9 ноября 1949 г.). При ряде предприятий под эгидой МВД были организованы особые бюро, где работали заключённые.
После смерти Сталина (5 марта 1953 года), началась ликвидация шарашек. 30 марта 1953 года был расформирован 4-й спецотдел МВД, но некоторые шарашки продолжали функционировать ещё несколько лет.

## Список закрытых НИИ и КБ тюремного типа
- ЦКБ-39 Первое в истории авиации тюремное конструкторское бюро организовано в декабре 1929 г. Первоначально располагалось в Бутырской тюрьме.
- ЦКБ-29, или «Туполевская шарага», или спецтюрьма № 156 Москва — крупнейшее в СССР 1940-х годов авиационное КБ. С 1941 по 1944 располагалось в Омске.
- ОКБ-16 — спецтюрьма в Казани при авиационном заводе № 16 по разработке ЖРД, или «шарага по ракетным двигателям». С ноября 1942 г. здесь трудился переведённый из омской «шарашки» А. Н. Туполева С. П. Королёв. Отработкой ракетного двигателя РД-1 занимались В. П. Глушко и Д. Д. Севрук.
- ОТБ-82 или «Тушинская шарага» — тюремное ОКБ по авиационным двигателям, 1938—1940 гг. — Тушино, завод № 82. Главный конструктор ОКБ А. Д. Чаромский. Работали: профессора Б. С. Стечкин, К. И. Страхович, А. М. Добротворский, И. И. Сидорин. С началом войны Тушинская шарашка вместе с заводом № 82 была перебазирована в Казань[10]. В 1946 г. ОКБ было переведено в Рыбинск (тогда город Щербаков), на моторостроительный завод № 36. С 27 сентября 1946 по 21 февраля 1947 в Рыбинской шарашке работал А. И. Солженицын[11]
- Суздальский Покровский монастырь — центр микробиологического оружия. Организован по предложению начальника ВОХИМУ Я. М. Фишмана на территории бывшего Покровского монастыря. В 1932—1936 годах именовался Бюро особого назначения (БОН) Особого отдела ОГПУ, позднее стал Био-Химическим Институтом (БИХИ). Начальник М. М. Файбич, его подчинёнными были репрессированные учёные-микробиологи.
- НИИ Связи, или «Марфинская шарага» — спецтюрьма № 16 МГБ СССР 1948 г. (в н.вр. ОАО "Концерн «Автоматика» Архивная копия от 21 января 2020 на Wayback Machine)
- Радиотехническая шарашка (прослушка, оперативная связь и т. п.) в Кучино под Москвой, в 1940-е и 50-е гг.
- НИИОХТ первая «военно-химическая шарага», на заводе № 1 (Ольгинский завод) ныне ГосНИИОХТ Институт органической химии и технологии создан в 1924 г. в Москве, исследования по созданию химического оружия 1930-е гг. Здесь трудился чл.-корреспондент АН СССР, з/к Е. И. Шпитальский основатель производства отравляющих веществ — фосгена и иприта в СССР.
- Особое военно-химическое бюро ОГПУ при ВХНИИ (Военно-химический институт), 1931 год.
- Особое техническое бюро (ОТБ) НКВД, позднее НИИ-6 НКВД. Располагалось на территории современного ЦНИИХМ, — корпус из красного кирпича. Здесь создавались новые образцы боеприпасов и новые технологии военно-химического производства. В ОТБ над созданием нового образца противогаза трудился бывший начальник Военно-химического управления Красной Армии (ВОХИМУ) доктор химических наук, ныне з/к Я. М. Фишман.
- Особое техбюро, ОТБ-40, создано на Казанском пороховом заводе № 40. Контингент ОТБ-40 инженерно-технические работники пороховой промышленности и бывшие работники завода № 40, обвиненные во вредительстве и осуждённые на длительные сроки заключения. Осуществляло разработку и освоение порохов, в том числе к реактивным снарядам установки «Катюша». Возглавлял группу Н. П. Путимцев (ранее главный инженер Всесоюзного порохового треста), ведущими специалистами были В. В. Шнегас, дворянин, бывший полковник царской армии (ранее технический директор завода № 40) и научные работники: Швиндельман Михаил Абрамович, Штукатер Григорий Львович, Воробьев Давид Евсеевич, Бельдер, Михаил Абрамович, Фридлендер Ростислав Георгиевич — бывший главный технолог завода.
- Автотракторное ОКБ Ижорского завода, Подольский филиал В 1931—1934 годах находилось в ведении Технического отдела ЭКУ ОГПУ, располагалось на Подольском заводе имени Орджоникидзе. Заключённые — специалисты, осуждённые по делу «Промышленной партии» разрабатывали лёгкие плавающие танки Т-27 и Т-37 и другие под руководством вольнонаёмного Н. А. Астрова — будущего известного конструктора бронетанковой техники. Здесь же приобретали опыт управления трудовыми коллективами создатели советской авиационной брони С. Т. Кишкин и Н. М. Скляров.
- КБ Автотанкодизельного отдела Экономического управления ОГПУ (в конце 1920-х годов работал над 75-тонным танком прорыва).
- Особое геологическое бюро (Мурманская «шарага»). Организовано в 1930 в Мурманске, где трудились заключённые М. Н. Джаксон, С. В. Константов, В. К. Котульский, С. Ф. Малявкин, А. Ю. Серк, П. Н. Чирвинский. В конце 40-х годов функционировали другие «шарашки» геологического профиля — дальстроевская (Северная комплексная тематическая экспедиция № 8) и красноярская (ОТБ-1 «Енисейстроя»). В разные годы заключённые геологи работали (не по специальности) и в научно-технических «шарашках», — особых технических бюро ОГПУ и его «наследников» (М. М. Ермолаев, Д. И. Мусатов, С. М. Шейнманн).
- Атомная шарага в Сухуми (1940-е и 1950-е годы), где работали вывезенные из Германии специалисты (проф. Арденне, проф. Герц (племянник Генриха Герца) и др.) над разделением изотопов урана.
- Особое техническое Бюро (ОТБ-1) — в составе Главенисейстроя. Красноярск. Создано в 1949 году. В наст. вр. «СибцветметНИИпроект».
- ООО ПКФ «Инфанко» (Смоленская «шарага»).
- ОТБ-569 (с апреля 1945 года — НИИ-862) при предприятии «Звездочка» (позднее — НИИПХ в Загорске, куда 6 марта 1947 года был этапирован Солженицын и где он находился до перевода в Марфино 9 июля 1947 года[11].
- Лаборатория «Б» МВД СССР создан в мае 1946 года распоряжением правительства СССР (№ 1996-р-с) на базе санатория «Сунгуль» на Урале в Челябинской области, в 1948 году переименован на Объект 0215[12] (адрес: г. Касли Челябинской области, п/я 33/6). Лаборатория была закрыта в марте 1955, после чего на её месте выстроен институт, ныне (с 1992 г.) называющийся РФЯЦ-ВНИИТФ. Вокруг института возник город Снежинск (Челябинск-70). Директор Объекта полковник МВД Александр Константинович Уралец (до декабря 1952), зам. по режиму майор М. Н. Верещагин. После Уральца директор Объекта к.х.н. Глеб Аркадьевич Середа. Научное руководство было возложено на немецкого учёного Н. Риля. Радиохимический отдел возглавил з/к с 1941 химик Сергей Александрович Вознесенский (1892—1958), биофизический — генетик Н. В. Тимофеев-Рессовский (1900—1981)[13].
- ОКБ-172 при ленинградской тюрьме «Кресты» (до эвакуации в 1942 году в Молотов (современную Пермь) носило название ОТБ УНКВД по Ленинградской области) официально создано в апреле 1938 г. (фактически раньше). На базе этого ОКБ было разработано несколько десятков образцов военной техники, хорошо зарекомендовавших себя в годы ВОВ, например, САУ СУ-152 и ИСУ-152, двухорудийная 130-мм артиллерийская установка Б-2-ЛМ, 45-мм противотанковая пушка образца 1942 года (М-42, «сорокопятка») и другие. Первыми сотрудниками ОТБ были арестованные инженеры завода «Большевик». С начала его работы ведущим конструктором ОТБ был С. И. Лодкин. Позже трудовой коллектив «шарашки» пополнялся арестованными математиками, механиками, инженерами, среди которых было много крупных специалистов, таких как конструкторы: В. Л. Бродский (строитель крейсера «Киров»), Э. Э. Папмель, А. С. Точинский, А. Л. Константинов, М. Ю. Цирульников; профессоры математики А. М. Журавский и Н. С. Кошляков, арестованные по известному блокадному делу № 555, и другие. Расформировано в 1953 году.

## Известные заключённые тюремных НИИ и КБ
- А. С. Бакаев, химик-технолог
- Р. Л. Бартини, авиаконструктор;
- Н. И. Базенков, авиаконструктор;
- М. А. Бельдер, ученый-химик;
- С. А. Вознесенский, учёный-химик;
- Д. И. Гальперин, химик-технолог
- В. П. Глушко, конструктор ракетно-космической техники;
- Д. П. Григорович, авиаконструктор;
- А. Г. Дукельский, конструктор железнодорожных артиллерийских установок;
- С. М. Ивашёв-Мусатов, художник;
- Л. З. Копелев, писатель, литературный критик;
- Н. С. Кошляков, математик, чл.-корр. АН СССР;
- С. П. Королёв, конструктор ракетно-космической техники;
- Л. Л. Кербер, специалист по дальней радиосвязи;
- Ю. В. Кондратюк, конструктор ветро-электростанций, автор трудов по космонавтике (Новосибирск, ОПКБ-14, 1930—32 гг.);
- Н. Е. Лансере, архитектор-художник;
- С. И. Лодкин, конструктор в области кораблестроения и военной артиллерии;
- Б. С. Малаховский, конструктор паровозов;
- Д. С. Марков, авиаконструктор;
- Б. С. Маслеников, пионер российской авиации, инженер, организатор (Новосибирск, начальник ОПКБ-14 при ПП ОГПУ Западно-Сибирского Края, 1930—1932 гг., вольнонаёмный);
- В. М. Мясищев, авиаконструктор;
- И. Г. Неман, авиаконструктор;
- Н. В. Никитин, инженер, будущий создатель Останкинской телебашни (Новосибирск, ОПКБ-14, 1930—32 гг., работал по совместительству);
- Г. А. Озеров, авиаконструктор;
- Д. М. Панин, инженер-механик, разработка механических шифраторов;
- В. М. Петляков, авиаконструктор;
- Н. Н. Поликарпов, авиаконструктор;
- А. И. Путилов, авиаконструктор;
- Л. К. Рамзин, инженер-теплотехник;
- В. Ф. Савельев, пионер российского авиапрома, конструктор авиационного вооружения (Новосибирск, ОПКБ-14, 1930—32 гг., ссылка);
- И. И. Сидорин, металловед;
- А. И. Солженицын, писатель (в шарашке — как математик);
- Б. С. Стечкин, ученый и конструктор авиационных двигателей;
- Л. С. Термен, создатель терменвокса;
- Н. В. Тимофеев-Ресовский, генетик (в шарашке — специалист по радиационной генетике и безопасности);
- Д. Л. Томашевич, авиаконструктор;
- А. Н. Туполев, авиаконструктор;
- М. Ю. Цирульников, конструктор артиллерийского вооружения;
- В. А. Чижевский, авиаконструктор;
- А. Д. Чаромский, конструктор авиационных дизелей;
- А. М. Черемухин, авиаконструктор;
- А. С. Фанштейн, крупный химик;
- Н. А. Чинакал, горный инженер, будущий директор института Горного дела, Новосибирск (Новосибирск, ОПКБ-14, 1930—32 гг., осуждён по «шахтинскому делу»);
- Е. И. Шпитальский, профессор-химик, специалист по химическому оружию.
- В. В. Шнегас, ученый-химик;
- В. Н. Яворский, конструктор военной техники.

## Изделия, созданные в тюремных КБ и НИИ
- Истребитель И-5 — ЦКБ-39 под руководством Н. Н. Поликарпова, 1930;
- Грузовой паровоз «Феликс Дзержинский» — ТБ ОГПУ, 1931;
- Высотный бомбардировщик ДВБ-102 — ЦКБ-29 под руководством В. М. Мясищева, 1938;
- Пикирующий бомбардировщик Пе-2 — ЦКБ-29 под руководством В. М. Петлякова, 1939;
- Фронтовой бомбардировщик Ту-2 — ЦКБ-29 под руководством А. Н. Туполева, 1941;
- Вспомогательные авиационные ЖРД РД-1, РД-1ХЗ, РД-2 и РД-3 — КБ 4-го Спецотдела НКВД при Казанском заводе № 16 под руководством В. П. Глушко, 1942-44;
- Универсальная артиллерийская система 152 мм;
- Полковая 75-мм пушка образца 1943 года, в ЦКБ-39 (принятие на вооружение 4 сентября 1943 года)

и многие другие…

## Шарашки в культуре
В литературе
- А. Солженицын «В круге первом»
- Зорохович А. В «шарашке» / В сб.: …Иметь силу помнить. Рассказы тех, кто прошёл ад репрессий. Сост. Гурвич Л. М. — М.: Московский рабочий, 1991. — 369 с. — (Фонд правды: документы, свидетельства, исследования) — ISBN 5-239-01273-3 — С. 212, 214—215.
  - А. Зорохович. Шарашка «первого круга»: Глава 4 из кн. «Воспоминания» // Звезда, 1992. — № 7. С. 185, 187—188.
- Копелев Л. Солженицын на шарашке: [Из кн. «Утоли мои печали»] // Время и мы. Тель-Авив, 1979. № 40. С. 178—205.
  - Копелев Л. Марфинская шарашка // Вопросы литературы, 1990. № 7. С. 73—96.
  - Л. Копелев. «Тиха шарашечная ночь…» / Копелев Л. Утоли моя печали: Мемуары. — М.: Ex libris — Слово, 1991. — ISBN 5-85050-270-X — С. 37.
- Панин Д. На шарашке: О прототипах романа «В круге первом» / [Предисл. Ф. Медведева] // Лит. газ. 1990. 30 мая. С. 7: ил.
  - Панин Д. Из книги «Записки Сологдина»: На шарашке (1947—1950) / Текст подгот. И. Паниной // Хронограф-1990. М., 1991. С. 498—501, 502, 504, 506, 508, 509—510, 518.
- Компанеец Ж. Чужая светская жизнь: …Шарашкина контора: [О посещении Солженицыным НИИ автоматики в Марфино] // Панорама Латвии. 1997. 6 февр.: портр. (Солженицын снова в «шарашке»: // Огонёк. 1997. № 4. С. 20—21: ил., портр.)
- Решетовская Н. А. В круге втором: Откровения первой жены Солженицына. — М.: Алгоритм, 2006. (с расшифровкой прототипов лит. персонажей «В круге первом»)

В кино
- Не хлебом единым
- В круге первом (телесериал) (по одноимённому роману)
- Хранить вечно (по роману «В круге первом»)

На ТВ
- Нереальная история на СТС (цикл сюжетов про «Советских учёных»)

В театре
- «Шарашка» (Александр Солженицын) (2001)[14]